# Бенчићи (Бузет)
Бенчићи (итал. Bencici) је насељено место у унутрашњости Истарске жупаније у Републици Хрватској. Административно је у саставу Града Бузета.

## Становништво
Према задњем попису становништва из 2001. године у насељу Бенчићи није било становника.
Кретање броја становника по пописима 1857—2001.
| година пописа  | 1857. | 1869. | 1880. | 1890. | 1900. | 1910. | 1921. | 1931. | 1948. | 1953. | 1961. | 1971. | 1981. | 1991. | 2001. |
| бр. становника | 0     | 0     | 70    | 79    | 93    | 94    | 0     | 0     | 101   | 92    | 43    | 23    | 15    | 7     | 0     |

Напомена:У 1857., 1869. и 1921. подаци су саджани у насељу Дуричићи, а 1931. у насељу Хум. У 2001. без становника. 